# Careproctus scaphopterus
Careproctus scaphopterus és una espècie de peix pertanyent a la família dels lipàrids.

## Hàbitat
És un peix marí i batidemersal que viu entre 2.886 i 3.623 m de fondària.

## Distribució geogràfica
Es troba al mar de Scotia.

## Observacions
És inofensiu per als humans.